# Тарнопільський Микола Гаврилович
Микола Гаврилович Тарнопільський (4 листопада 1891 — † ?) — підполковник Армії УНР.

## Біографія
Народився у с. Макошино, Сосницького повіту, Чернігівської губернії. Останнє звання у російській армії — прапорщик.
У 1919 р. — ад'ютант 1-го куреня 1-го (згодом — 7-го Синього) полку 3-ї Залізної дивізії Дієвої армії УНР. Брав участь у Першому Зимовому поході.
У складі 7-го Синього полку Дієвої армії УНР воював також рідний брат Миколи Тарнопільського, який загинув у боях з більшовиками.
У 1920—1921 рр. служив у 3-й Залізній дивізії Армії УНР.
Помер на еміграції у Чехо-Словаччині.